# Santo en el hotel de la muerte
Série
Santo contra el Rey del Crimen
(1962) Santo contra el cerebro diabólico
(1963)
Pour plus de détails, voir Fiche technique et Distribution.
Santo en el hotel de la muerte (trad. litt. : « Santo dans l'hôtel de la mort ») est un film mexicain de Federico Curiel, tourné en 1961 et sorti en 1963. C'est le cinquième film d'El Santo, el enmascarado de plata. 

## Synopsis
Une jeune femme, Virginia, arrive dans hôtel situé sur un site archéologique où plusieurs femmes ont été mystérieusement assassinées. Elle est rejointe par Fernando et son assistant Conrado tandis que de nombreuses personnes disparaissent. Il s'avère que c’est l’archéologue qui est le meurtrier car il cherche un trésor fabuleux caché dans des tunnels. El Santo arrive et sauve les personnes disparues, qui n'avaient pas été tuées mais remplacées par des cadavres en cire.

## Fiche technique
- Titre original : Santo en el hotel de la muerte
- Titre anglais ou international : Santo in the Hotel of Death
- Réalisation : Federico Curiel
- Scénario : Federico Curiel, Antonio Orellana, Fernando Osés
- Direction artistique : Arcadi Artis Gener
- Photographie : Fernando Colín
- Montage : José Juan Munguía
- Musique : Enrico C. Cabiati
- Société(s) de production : Películas Rodríguez
- Pays d’origine :  Mexique
- Langue originale : espagnol
- Format : noir et blanc — 35 mm — son Mono
- Genre : action, aventure
- Durée : 86 minutes
- Dates de sortie :
  - Mexique : 25 janvier 1963

## Distribution
- El Santo : Santo
- Fernando Casanova : Fernando Lavalle
- Ana Bertha Lepe : Virginia
- Roberto Ramírez Garza : Conrado González
- Alfredo Wally Barrón : Prof. Corberra
- Luis Aragón : Don Armando Correa
- Alejandro Parodi : maître chanteur
- Augusto Benedico : Matias
- Lucía Prado : Irene Lippert
- Yolanda Ciani : fille d'Armando
- Elvira Castillo : Gloria, fille d'Armando
- Magda Urvizu : fille blonde d'Armando
- Gloria Leticia Ortiz : jeune marié
- Norma Jiménez Pons
- Fernando Osés : cuisinier
- Enrique Couto : chef de la police
- Alejandro Cruz : Luchador (as Black Shadow)
- Lisa Rossel : batteur
- Fredy Guzmán : chef du groupe

## Production
Santo en el hotel de la muerte a été tourné entre le 16 octobre et le 30 novembre 1961, en même temps que deux autres films : Santo contra el Rey del Crimen et Santo contra el cerebro diabólico.